# Al-Nasheed Al-Watani
An-Nashīd al-Waṭani (Arabisch: النشيد الوطني, letterlijk 'volkslied') is het volkslied van Koeweit geschreven door dichter Aḥmad Mishārī al-Adwānī met muziek gecomponeerd door Ibrāhīm al-Ṣūla en gearrangeerd door Aḥmad Alī. Het werd voor aangenomen op 25 februari 1978. Vóór 1978 werd "Amiri Salute" gebruikt.

## Tekst
| Arabisch | Nederlands |
| --- | --- |
| للمجد وعلى جبينك طالع السعد وطني الكويت وطني اككويت وطني وطني الكويت سلمت الكويت سلمت للمجد يا مهد آباء الأولو كتبوا سفر الخلود فنادت الشهب الله أكبر إنهم عرب طلعت كواكب جنة الخلد بوركت يا وطني الكويت لنا سكنا وعشت على المدى وطنا يفديك حر في حماك بنى صرح الحياة بأكرم الأيدي نحميك يا وطني شاهدنا شرع الهد ىلهدى الحق رائدنا وأميرنا لهدى للعز قائدنا رب الحمية صادق الوعد | Koeweit, mijn land, moge je veilig en glorieus zijn! Moge je altijd geluk hebben! Jij bent de wieg van mijn voorouders, Die zijn geheugen heeft neergelegd. Met eeuwige symmetrie, die alle eeuwigheid toont, Die Arabieren waren hemels, Koeweit, mijn land, Moge je veilig en glorieus zijn! Moge je altijd geluk hebben. Gezegend zij mijn land, een thuisland voor harmonie, Gevoed door een echte schildwacht die hun grond op de juiste manier geeft, Hoog zijn geschiedenis opbouwend, Koeweit, Mijn land, we zijn voor jou mijn land, Geleid door geloof en loyaliteit, Met zijn Amir even, Ons allemaal eerlijk schermen, met warme liefde en waarheid, Koeweit, mijn land, Moge je veilig en glorieus zijn. Moge je altijd geluk hebben! |

Onafhankelijke staten: Afghanistan · Armenië · Azerbeidzjan · Bahrein · Bangladesh · Bhutan · Brunei · Cambodja · China · Cyprus · Filipijnen · Georgië · India · Indonesië · Irak · Iran · Israël · Japan · Jemen · Jordanië · Kazachstan · Kirgizië · Koeweit · Laos · Libanon · Maldiven · Maleisië · Mongolië · Myanmar · Nepal · Noord-Korea · Oezbekistan · Oman · Oost-Timor · Pakistan · Qatar · Rusland · Saoedi-Arabië · Singapore · Sri Lanka · Syrië · Tadzjikistan · Thailand · Turkije · Turkmenistan · Verenigde Arabische Emiraten · Vietnam · Zuid-Korea
Niet algemeen erkende landen: Abchazië · Nagorno-Karabach · Palestina · Taiwan · Turkse Republiek Noord-Cyprus · Zuid-Ossetië